# BRM
British Racing Motors (BRM) — британская команда Формулы-1. Основана в 1945 году, участвовала в чемпионатах 1951—1977 годов, в 197 Гран-при (выиграла 17). В 1962 году выиграла Кубок конструкторов.
Главный герой фильма Гран-при (1966) был пилотом команды BRM.

## Галерея

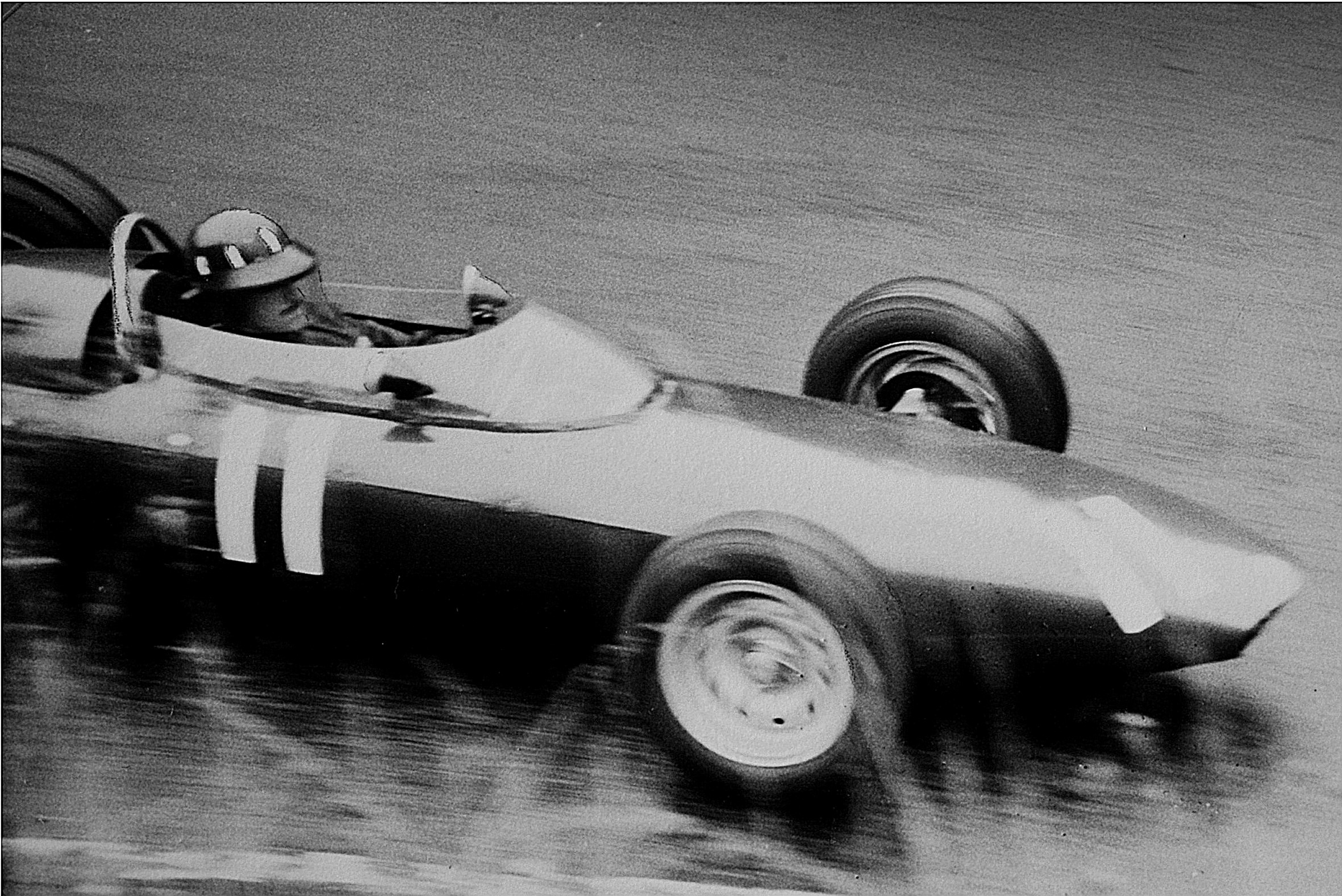
Грэм Хилл, 1962 год
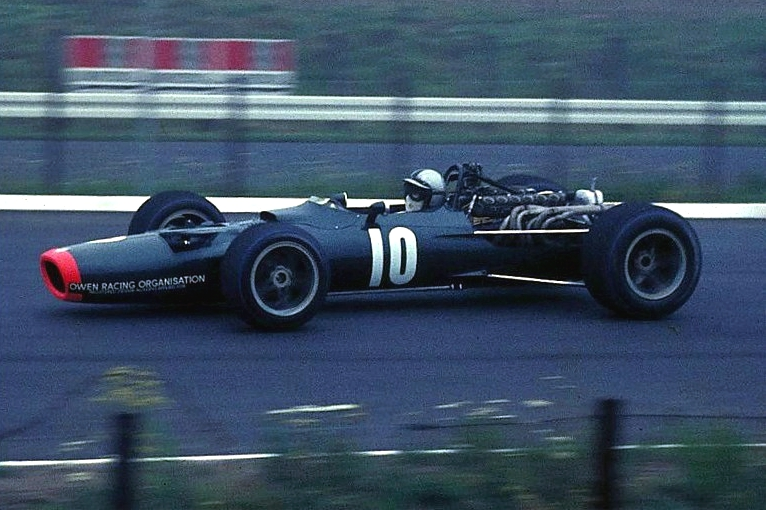
Педро Родригес, 1968 год